# Branches
Branches és un municipi francès, situat al departament del Yonne i a la regió de Borgonya - Franc Comtat. L'any 2007 tenia 413 habitants.

## Demografia

### Població
El 2007 la població de fet de Branches era de 413 persones. Hi havia 172 famílies, de les quals 40 eren unipersonals (20 homes vivint sols i 20 dones vivint soles), 60 parelles sense fills, 48 parelles amb fills i 24 famílies monoparentals amb fills.
La població ha evolucionat segons el següent gràfic:
Habitants censats

### Habitatges
El 2007 hi havia 210 habitatges, 175 eren l'habitatge principal de la família, 19 eren segones residències i 16 estaven desocupats. 207 eren cases i 3 eren apartaments. Dels 175 habitatges principals, 133 estaven ocupats pels seus propietaris, 39 estaven llogats i ocupats pels llogaters i 3 estaven cedits a títol gratuït; 10 tenien dues cambres, 33 en tenien tres, 53 en tenien quatre i 79 en tenien cinc o més. 153 habitatges disposaven pel capbaix d'una plaça de pàrquing. A 61 habitatges hi havia un automòbil i a 101 n'hi havia dos o més.

### Piràmide de població
La piràmide de població per edats i sexe el 2009 era:
| Homes | Edats   | Dones |
| ----- | ------- | ----- |
| 0     | 95 o +  | 0     |
| 0     | 90 a 94 | 4     |
| 4     | 85 a 89 | 16    |
| 0     | 80 a 84 | 4     |
| 4     | 75 a 79 | 4     |
| 12    | 70 a 74 | 12    |
| 8     | 65 a 69 | 0     |
| 4     | 60 a 64 | 4     |
| 4     | 55 a 59 | 8     |
| 12    | 50 a 54 | 8     |
| 12    | 45 a 49 | 20    |
| 16    | 40 a 44 | 4     |
| 32    | 35 a 39 | 16    |
| 12    | 30 a 34 | 20    |
| 20    | 25 a 29 | 12    |
| 16    | 20 a 24 | 12    |
| 8     | 15 a 19 | 4     |
| 12    | 10 a 14 | 20    |
| 16    | 5 a 9   | 12    |
| 4     | 0 a 4   | 8     |

## Economia
El 2007 la població en edat de treballar era de 271 persones, 209 eren actives i 62 eren inactives. De les 209 persones actives 199 estaven ocupades (103 homes i 96 dones) i 10 estaven aturades (2 homes i 8 dones). De les 62 persones inactives 25 estaven jubilades, 21 estaven estudiant i 16 estaven classificades com a «altres inactius».

### Ingressos
El 2009 a Branches hi havia 186 unitats fiscals que integraven 459 persones, la mediana anual d'ingressos fiscals per persona era de 19.345 €.

### Activitats econòmiques
Dels 13 establiments que hi havia el 2007, 1 era d'una empresa de fabricació d'altres productes industrials, 4 d'empreses de construcció, 3 d'empreses de comerç i reparació d'automòbils, 2 d'empreses d'hostatgeria i restauració, 1 d'una empresa financera, 1 d'una empresa de serveis i 1 d'una empresa classificada com a «altres activitats de serveis».
Dels 6 establiments de servei als particulars que hi havia el 2009, 1 era un paleta, 1 guixaire pintor, 1 fusteria, 1 lampisteria, 1 restaurant i 1 agència immobiliària.
L'únic establiment comercial que hi havia el 2009 era una carnisseria.
L'any 2000 a Branches hi havia 4 explotacions agrícoles que ocupaven un total de 600 hectàrees.

## Equipaments sanitaris i escolars
El 2009 hi havia una escola elemental integrada dins d'un grup escolar amb les comunes properes formant una escola dispersa.

## Poblacions més properes
El següent diagrama mostra les poblacions més properes.